# Ortskapelle Unterzögersdorf

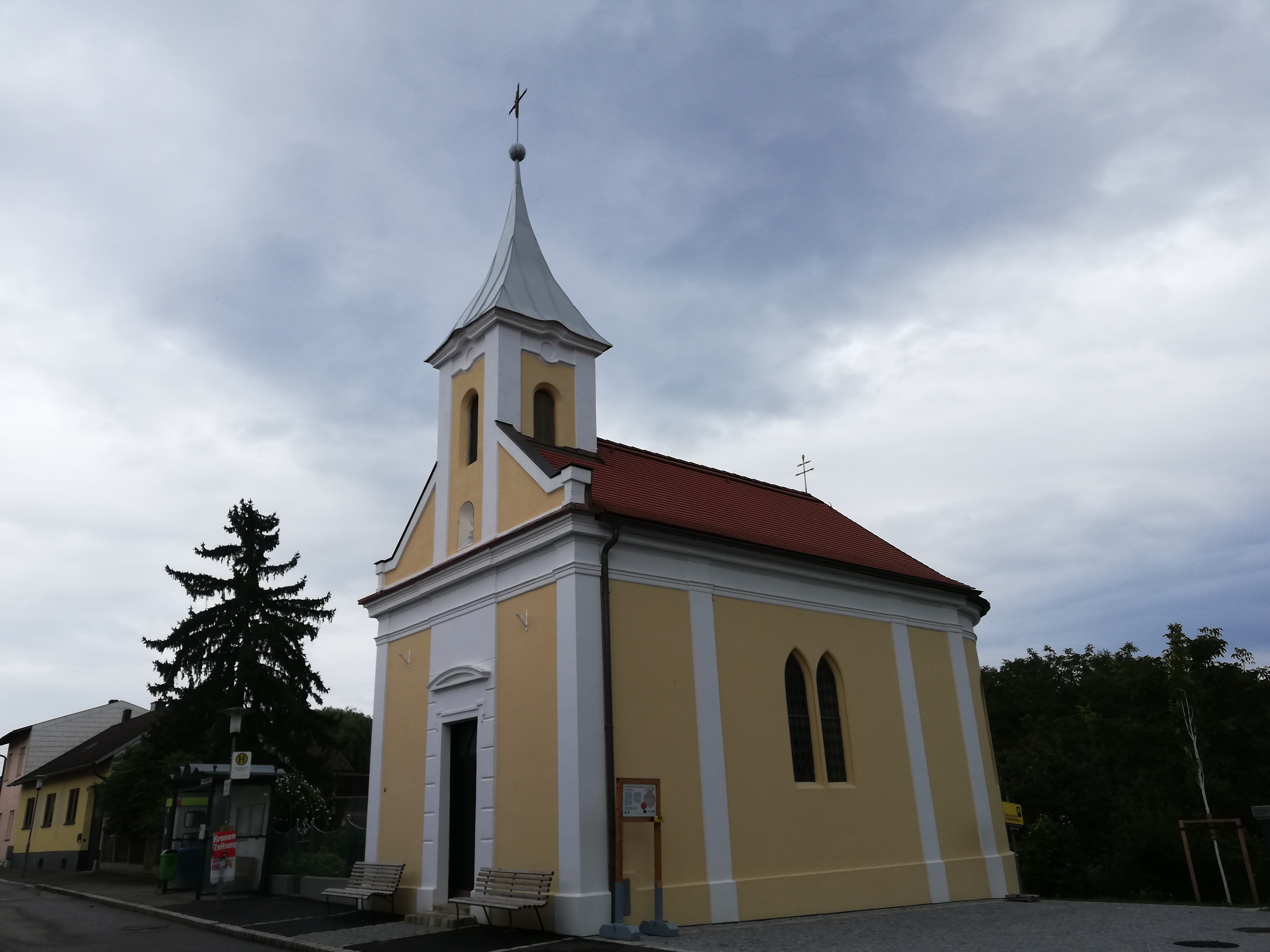
Ortskapelle hl. Karl Borromäus in Unterzögersdorf

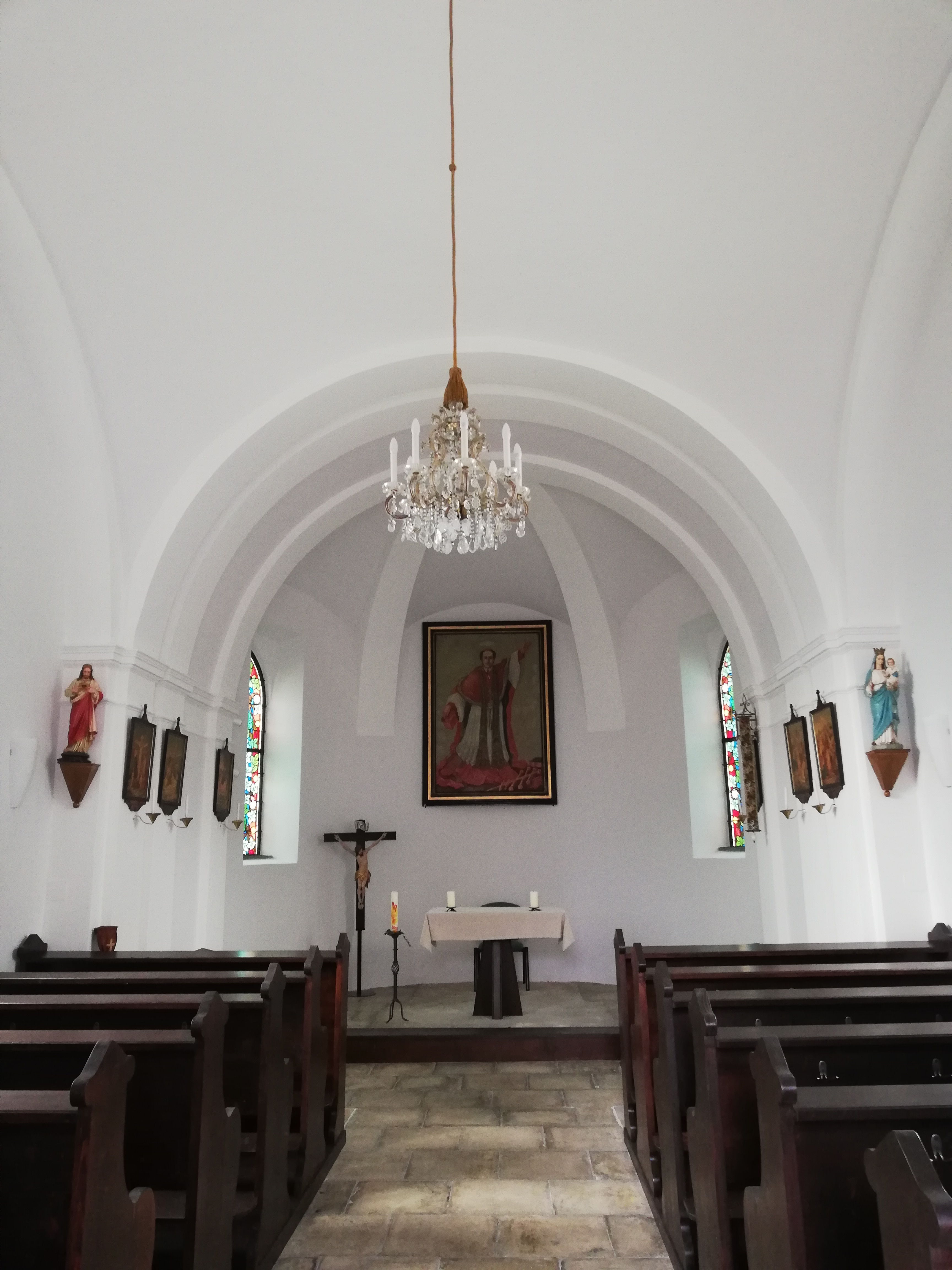
Innenansicht zum Chorraum

Die römisch-katholische Ortskapelle Unterzögersdorf steht in der Ortschaft Unterzögersdorf in der Weinviertler Gemeinde Stockerau im Bezirk Korneuburg in Niederösterreich. Sie ist dem heiligen Karl Borromäus geweiht und gehört zur Pfarre Stockerau im Dekanat Stockerau im Vikariat Unter dem Manhartsberg in der Erzdiözese Wien. Die Kapelle steht unter Denkmalschutz (Listeneintrag).

## Lagebeschreibung
Die Kirche steht an der Ortsstraße im Zentrum der Ortschaft Unterzögersdorf.

## Geschichte
Der historistische Bau wurde in den Jahren 1879 bis 1880 errichtet.

## Architektur und Ausstattung
Architektur
Der historistische Bau weist eine Rundbogenapsis, Pilaster- und Gebälkgliederung auf. Die Fassade ist von Spitzbogenfenstern durchbrochen. Zwischen den Giebelschrägen erhebt sich ein Fassadenturm mit Pyramidenspitzhelm und übergiebeltem Portalfeld.
Im Inneren ist das Hauptjoch platzlgewölbt. Es gibt eine Apsiskonche. Beide sind durch Doppelgurte und Pilaster gegliedert. Die Fenster sind mit floraler Glasmalerei verziert.
Ausstattung
Auf dem mit „Jos. Cajetan Hanke“ bezeichneten Altarbild ist der heilige Karl Borromäus dargestellt. Zur weiteren Ausstattung gehört ein Kruzifix in barockem Stil, vermutlich aus dem 19. Jahrhundert.